# Barylambda
Barylambda is een geslacht van uitgestorven zoogdieren behorend tot de Pantodonta en het kwam in het Paleoceen voor in Noord-Amerika.

## Beschrijving
Barylambda was 250 cm lang en ongeveer 650 kg zwaar. Hiermee was deze pantodont een van de grootste zoogdieren van zijn tijd. Het formaat van Barylambda is te vergelijken met een ijsbeer. Het was een herbivoor en bij het zoeken naar voedsel rustte Barylambda waarschijnlijk op zijn zware staart en sterke achterpoten om zo de voorpoten vrij te hebben om takken te grijpen.

## Fossielen
Fossielen van Barylambda zijn gevonden in Colorado en Texas en dateren uit het Tiffanian en Clarkforkian (60,5 - 55,5 miljoen jaar geleden).